# فانيسا ماي (مغنية)
فانيسا ماي (بالألمانية: Vanessa Mai)‏ هي موسيقية ألمانية، ولدت في 2 مايو 1992 في Aspach, Baden-Württemberg ‏ في ألمانيا.

## وصلات خارجية
- وانيسا ماي على موقع IMDb (الإنجليزية)
- وانيسا ماي على موقع ميوزك برينز (الإنجليزية)
- وانيسا ماي على موقع ديسكوغز (الإنجليزية)
- وانيسا ماي على موقع قاعدة بيانات الفيلم (الإنجليزية)